# Tourbière de la Colombière
La tourbière de la Colombière ou tourbière de Beauregard est une tourbière de France située en Haute-Savoie, sur le plateau de Beauregard, au-dessus de la Clusaz.

## Géographie
La tourbière est située en Haute-Savoie, dans la chaîne des Aravis. Elle s'étend sur 9 hectares à environ 1 510 mètres d'altitude sur le plateau de Beauregard, sous la pointe de Beauregard située au nord, au-dessus de la Clusaz située au nord-est. Elle se trouve en bordure de forêt au sud et d'alpages au nord qui forment des pistes de ski en hiver avec les téléskis des Aiglons, de la Ceutire et Étoile des Neiges accessibles depuis le village par la télécabine de Beauregard. La tourbière doit son nom à l'ancienne ferme de la Colombière dont les ruines se trouvent au sud-est dans les bois.
La tourbière est répertoriée comme ZNIEFF de type I, incluse dans la ZNIEFF de type II « ensemble de zones humides de Beauregard - La Croix Fry » qui couvre l'essentiel du plateau. Elle fait l'objet d'un arrêté préfectoral de protection de biotope et fait partie d'un site Natura 2000 couvrant les deux tiers sud du plateau.

## Histoire
Au début des années 2020, le projet d'une retenue collinaire dans le bois en bordure sud de la tourbière est envisagé mais il fait l'objet d'une vive opposition locale puis nationale, notamment par des défenseurs de l'environnement qui craignent un impact négatif sur l'écosystème de la tourbière ; une zone à défendre est alors mise en place du 24 septembre, jusqu'à début novembre 2022 avec l'annonce de la suspension du permis de travaux. Le projet est définitivement annulé le 23 juillet 2025 par le tribunal administratif de Grenoble : les magistrats retiennent que la retenue « ne répond pas à une raison impérative d’intérêt public majeur » ; dans un communiqué, France Nature Environnement Savoie déclare que « cette décision est un soulagement pour les défenseurs de nos biens communs et un avertissement pour les partisans de la fuite en avant dans nos territoires alpins ».